# Neue Ruhr Zeitung

Logo

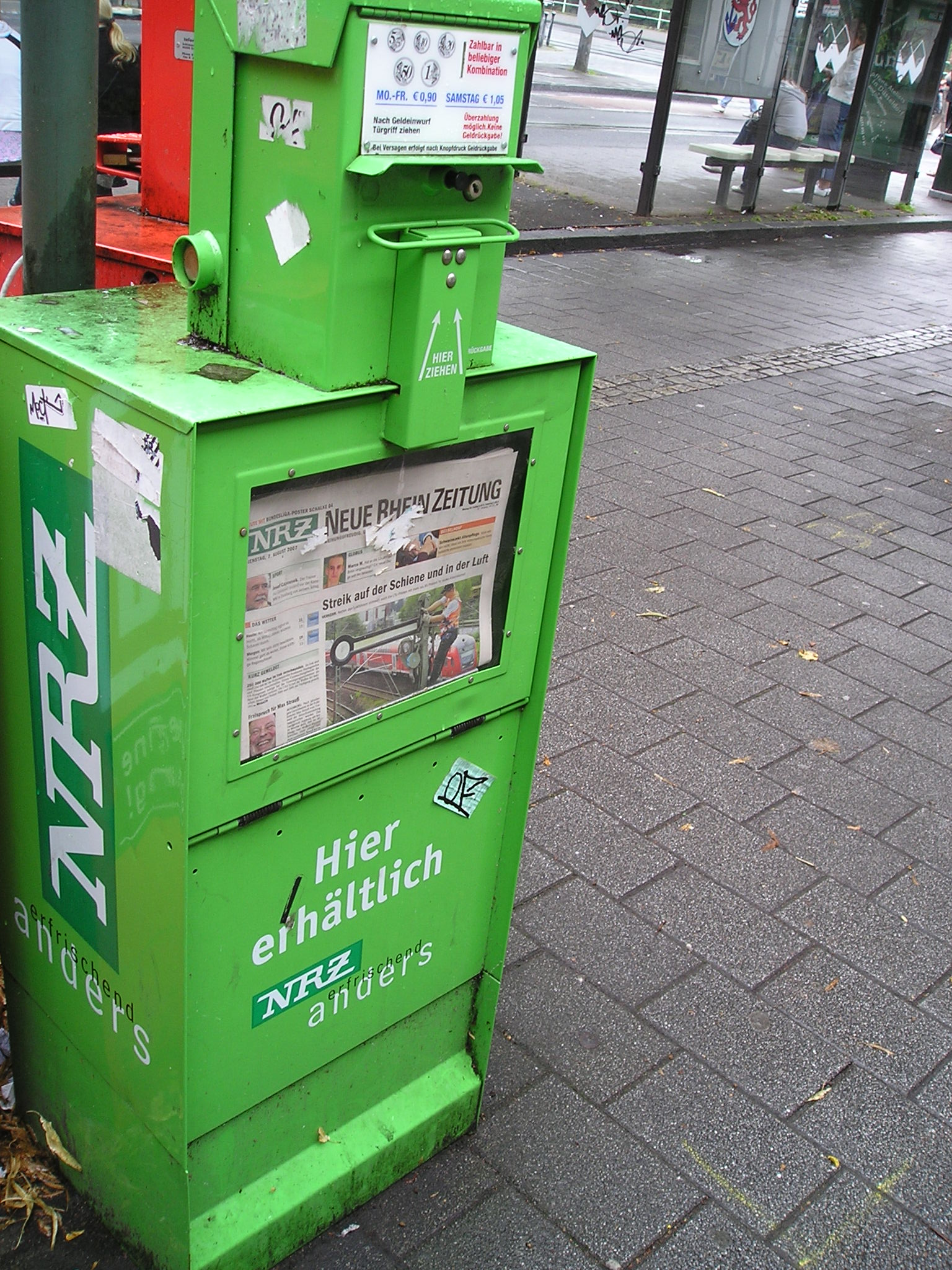
Distribution automatique

Neue Ruhr Zeitung (NRZ) est un journal allemand.
Neue Ruhr Zeitung est un quotidien régional libéral indépendant, de la région de Hessen-Frankfurt. Sur une centaine de journaux allemand, le Neue Ruhr Zeitung est le 25e journal le plus populaire. Son tirage est de l'ordre de 170 000 exemplaires.
Après la Seconde Guerre mondiale, Dietrich Oppenberg (1917-2000) créa le journal NRZ en 1946 dans la région de Hesse avec l'autorisation de l'administration militaire britannique. Eric Brost en fut le premier rédacteur en chef. Il quitta le journal en 1947 pour créer un an plus tard le journal WAZ avec Jacob Funke.
L'actuel rédacteur en chef est l'ancien correspondant du Spiegel, le Dr. Richard Kiessler. L'éditeur est Heinrich Meyer.
Le Neue Ruhr Zeitung appartient depuis 1975 - tout comme le Westfälische Rundschau ou le Westfalenpost - au groupe Westdeutschen Allgemeinen Zeitung (Groupe WAZ). Néanmoins la ligne éditoriale du NRZ reste indépendante.

## Sources
1. ↑  German Newspapers ordered by web popularity